# Munjuku Nguvauva II
Munjuku Nguvauva II (1er janvier 1923, Maun - 16 janvier 2008, Windhoek) est un chef traditionnel namibien, chef des communautés Ovambanderu et Mbanderu, ethnies vivant en Namibie et au Botswana.

## Jeunesse
Nguvauva II est né Maun au Botswana le 1er janvier 1923. Lui et sa famille émigrent en Namibie en 1951.
Nguvauva est le petit-fils de Kahimemua Nguvauva, chef Mbanderu, exécuté en 1896 par l'administration coloniale allemande du Sud-Ouest africain pour acte de rébellion contre le colonisateur.

## Chef
Munjuku II Nguvauva est officiellement reconnu comme chef en 1951, la même année qu'il part de Namibie.

## Décès
La santé de Nguvauva commence à décliner avec une série d'accident vasculaires cérébraux en novembre 2004 et 2005. Il apparait plus rarement en public et son discours s'en trouve affaibli. Il passe de longues périodes au Gobabis State Hospital et au Roman Catholic Hospital à Windhoek ses dernières années où sa santé continue à décliner.
Nguvauva est hospitalisé au Windhoek Central Hospital le 14 janvier 2008 depuis son village d'Ezorongondo. Il meurt le 16 janvier suivant à l'âge de 84 ans. Il laisse derrière lui une veuve, Aletta Karikondua Nguvauva, ainsi que de nombreux enfants et petits-enfants.

## Succession
Plusieurs analystes estiment probable une crise de succession au chef Nguvauva de la communauté Mbanderu. Parmi les prétendants se trouvent ses fils Keharanjo Nguvauva et Kilus Nguvauva.
De plus certains membres de l'ethnie Mbanderu demandent une révision de la constitution tribale sur la sélection d'un chef. Cette position est rejetée avec force par les prétendants à la succession.